# Завадув (Лодзинське воєводство)
Завадув (пол. Zawadów) — село в Польщі, у гміні Белхатув Белхатовського повіту Лодзинського воєводства.
Населення — 356 осіб (2011).
У 1975-1998 роках село належало до Пйотрковського воєводства.

## Демографія
Демографічна структура станом на 31 березня 2011 року:
|          | Загалом | Допрацездатний вік | Працездатний вік | Постпрацездатний вік |
| -------- | ------- | ------------------ | ---------------- | -------------------- |
| Чоловіки | 177     | 40                 | 118              | 19                   |
| Жінки    | 179     | 38                 | 90               | 51                   |
| Разом    | 356     | 78                 | 208              | 70                   |